# Петровська (Великоустюзький район)
Петро́вська (рос. Петровская) — присілок у складі Великоустюзького району Вологодської області, Росія. Входить до складу Юдинського сільського поселення.

## Населення
Населення — 7 осіб (2010; 20 у 2002).
Національний склад (станом на 2002 рік):
- росіяни — 95 %